# Windows XP Professional x64 Edition
Windows XP Professional x64 Edition (внутренняя версия — Windows NT 5.2) — операционная система семейства Windows NT корпорации Microsoft, выпущенная 25 апреля 2005 года как версия Windows XP Professional для персональных компьютеров платформы x86-64.
ОС предназначена для использования расширенного 64-разрядного адресного пространства памяти, свойственного архитектуре x86-64. Основным преимуществом перехода на 64-разрядную операционную систему является поддержка увеличенного объёма максимальной допустимой оперативной памяти в системе. Операционная система Windows XP (32-битная версия) не поддерживает объём оперативной памяти больше 3 гигабайт (вернее, поддерживает 4 гигабайта, но ориентировочно можно использовать лишь 3,25 Гб). Windows XP Professional x64 Edition поддерживает гораздо больший объём памяти. В ней максимальный объём физической памяти увеличен до 128 Гб, а объём виртуальной памяти — до 16 Гб. Компания Microsoft утверждала, что эти пределы могут быть увеличены, если аппаратные возможности компьютеров тех лет превзойдут их.

## История создания Windows XP Professional x64 Edition
Для поддержки 64-битного аппаратного обеспечения было выпущено две различных версии Windows XP.
Версия Windows XP 64-Bit Edition была разработана для работы на семействе микропроцессоров Intel Itanium в родном IA-64 режиме. Было создано две разновидности Windows XP 64-Bit Edition:
1. В 2002 году появилась Windows XP 64-bit Edition на платформе Itanium, которая была основана на кодах Windows XP. Она была выпущена почти одновременно с 32-разрядной версией Windows XP.
2. 28 марта 2003 года на основе кодов Windows Server 2003 была выпущена Windows XP 64-Bit Edition 2003, в которую была добавлена поддержка процессоров Intel Itanium 2. Дальнейшая разработка этой версии была прекращена в начале 2005 года, после того, как компания Hewlett Packard, последний дистрибьютор рабочих станций Itanium, перестала их продавать. По состоянию на июль 2005 года Windows XP 64-Bit Edition больше не поддерживалась и никаких дальнейших обновлений безопасности не было выпущено.

Версия Windows XP Professional x64 Edition была выпущена 25 апреля 2005 года. Данная версия поддерживает расширение x86-64 архитектуры Intel IA-32. Расширение x86-64 реализовано компанией AMD под названием AMD64 в процессорах семейства Opteron, Athlon 64 и некоторых процессорах Sempron, а также реализовано компанией Intel под названием Intel 64 (ранее известное как IA-32e и EM64T) в процессорах семейства Intel Pentium 4 и в большинстве более поздних процессоров Intel. На самом деле операционная система Windows XP Professional x64 Edition является модификацией Windows Server 2003.
И Windows Server 2003 x64, и Windows XP Professional x64 Edition используют одинаковые ядра и строятся на основе одних и тех же базовых кодов. Поэтому Windows XP x64 и Windows Server 2003 x64 имеют единые пакеты обновлений. Несмотря на то, что она основана на базовых кодах Windows Server 2003, Windows XP Professional x64 Edition включает в себя клиентские возможности 32-битной версии Windows XP, которые Windows Server 2003 не имеет. К ним относятся: восстановление системы, программа мгновенного обмена сообщениями Windows Messenger, быстрое переключение между пользователями, экран приветствия, центр обеспечения безопасности, игры и т. д.

## Преимущества Windows XP Professional x64 Edition над обычной Windows XP Professional
- Поддержка оперативной памяти до 128 ГБ (по состоянию на 2012 год большинство материнских плат поддерживало 32 ГБ оперативной памяти, а некоторые более дорогие модели поддерживали 64 ГБ оперативной памяти).
- Использование ядра Windows Server 2003, которое новее, чем ядро 32-разрядной Windows XP и имеет усовершенствования, направленные на улучшение масштабируемости. В Windows XP Professional x64 Edition также появилась защита ядра от несанкционированных изменений (более известная как PatchGuard), что улучшило безопасность операционной системы.
- При наличии встроенного пакета обновлений SP1 обеспечивается поддержка жестких дисков с таблицами разделов, имеющими 128-битный формат, что позволяет использовать диски объёмом более 2 ТБ в качестве единых жестких дисков (без возможности загрузки с них).
- Более быстрое кодирование аудио и видео, более высокая производительность видео в играх и более быстрый трёхмерный рендеринг в программах, оптимизированных для 64-битного оборудования.
- Использование новых возможностей и усовершенствований, которые появились в Windows Server 2003.
- Сервер удаленного рабочего стола поддерживает ввод с клавиатуры в формате Юникод, изменение времени в соответствии с часовым поясом клиента, улучшенный графический интерфейс пользователя GDI, FIPS-шифрование, восстановление драйверов принтеров, автоматическое переподключение и новые параметры групповой политики.
- Мастер переноса файлов и параметров настройки поддерживает миграцию с 32-битных Windows XP на 64-битные Windows XP и обратно.

## Совместимость с 32-битными приложениями
Windows XP Professional x64 Edition использует технологию под названием WoW64, что позволяет запускать в ней 32-битные приложения. Она была впервые применена в Windows XP 64-bit Edition для процессоров Itanium, а затем повторно использовалась для 64-разрядных версий Windows XP и Windows Server 2003.
Поскольку архитектура x86-64 включает в себя поддержку 32-битных инструкций на аппаратном уровне, процесс просто переключается между 32- и 64-битным режимами за счёт технологии WoW64. В результате при выполнении 32-разрядных приложений Windows на микропроцессорах x86-64 архитектуры не происходит потери производительности. На архитектуре процессоров Itanium технология WoW64 была необходима для трансляции 32-разрядных инструкций x86 в их 64-битные Itanium-эквиваленты, которые в некоторых случаях были реализованы совершенно по-разному, для того, чтобы процессор мог их выполнять. Все 32-битные процессы в диспетчере задач показаны с индексом *32, в то время как 64-битные процессы не имеют дополнительных индексов.
Хотя 32-битные приложения могут быть запущены в открытом режиме, смешивание двух типов кода в рамках одного процесса не допускается. 64-битное приложение не может использовать 32-разрядные динамически подключаемые библиотеки (DLL), так же как и 32-битное приложение не может использовать 64-разрядные DLL. Это может приводить к тому, что разработчикам библиотек будет необходимо создавать как 32-, так и 64-разрядные версии своих библиотек. Windows XP x64 Edition включает в себя как 32- и 64-разрядные версии Internet Explorer 6, что обеспечивает нормальную работу некоторых сторонних расширений браузера и элементов управления ActiveX, которые ещё не имеют доступных 64-битных версий.
64-битная версия Windows не поддерживает 32-битные драйверы и службы, в то время как аудио- и видеокодеки поддерживаются в том случае, если использующий их медиаплеер также является 32-битным. Некоторые приложения компании Microsoft, такие как Microsoft Office 2010 и программное обеспечение Zune, официально не доступны для Windows XP Professional x64 Edition.

## Известные ограничения
Существует несколько основных проблем, которые связаны с Windows XP Professional x64 Edition:
1. 64-разрядные версии Windows не включают в себя виртуальную машину DOS (NTVDM) или программный компонент WoW, поэтому приложения MS-DOS или 16-битные приложения Windows работать в них не будут. Некоторые 32-битные программы имеют 16-битные инсталляторы, которые не будут запускаться на 64-битной версии, за исключением некоторых 16-битных инсталляторов, таких как ACME версий 2.6, 3.0, 3.01, 3.1 и InstallShield версий 5.x, использующих технологию WoW64.
2. В 64-разрядных версиях Windows поддерживаются только 64-битные драйверы.
3. Любое 32-битное расширение оболочки Проводника Windows не в состоянии работать с 64-битной версией Проводника Windows. Тем не менее, Windows XP x64 Edition также поставляется с 32-битным Проводником Windows, причём он может быть установлен оболочкой Windows по умолчанию.
4. Командная строка не загружается в полноэкранном режиме.
5. Отсутствует компонент Web Extender Client для веб-папок (WebDAV).
6. В Outlook Express недоступна проверка орфографии.
7. Не поддерживается ввод и вывод аудио через шину IEEE 1394.
8. Не поддерживается спящий режим при объёме памяти ОЗУ более 4 Гб, что делает её менее пригодной для работы на ноутбуках.
9. Данная версия выпущена только на английском и японском языке, русский и другие языки придётся устанавливать вручную.
10. Так как версия не снискала большой популярности поддержка её сторонними производителями ограничена.

## Пакеты обновлений
За всё время поддержки Windows XP Professional x64 Edition был выпущен один пакет обновления
Поскольку Windows XP Professional x64 Edition основана на ядре Windows Server 2003, то и пакеты обновления выходили вместе с этой ОС, но так как Windows XP Professional x64 Edition была выпущена на 2 года позднее Windows Server 2003 и незадолго после выхода пакета обновления 1, этот пакет обновления был включён в релизную версию.
Пакет обновлений Service Pack 2 стал общедоступным 12 марта 2007 года и является последним выпущенным пакетом обновлений для Windows XP Professional x64 Edition. Это не является проблемой, так как Windows XP Professional x64 Edition использует кодовую базу Windows NT 5.2, на которой также построена Windows Server 2003, в то время как 32-разрядная Windows XP использует кодовую базу Windows NT 5.1 и Windows XP Professional x64 Edition с пакетом обновлений 2 соответствует 32-разрядной Windows XP с пакетом обновлений 3.
После 8 апреля 2014 года Microsoft более не планирует выпускать никаких пакетов обновления для Windows XP и, следовательно, для Windows XP Professional x64 Edition, однако поддержка Windows Server 2003 (как 32-битных, так и 64-битных версий) продолжилась вплоть до 14 июля 2015 года.